# إيرين بينهيرو
إيرين بينهيرو (بالفرنسية: Erin Pinheiro)‏ (15 يوليو 1997 بالرأس الأخضر - ) هو لاعب كرة قدم فرنسي في مركز الوسط. لعب مع نادي سانت إتيان.

## وصلات خارجية
- إيرين بينهيرو على موقع رابطة كرة القدم الفرنسية للمحترفين (الإنجليزية)
- إيرين بينهيرو على موقع قاعدة بيانات كرة القدم.إي يو (الإنجليزية)
- إيرين بينهيرو على موقع Soccerbase.com (لاعب) (الإنجليزية)
- إيرين بينهيرو على موقع Soccerway.com (الإنجليزية)
- إيرين بينهيرو على موقع عالم كرة القدم.نت (الإنجليزية)
- إيرين بينهيرو على موقع AS.com (الإسبانية)